# 빗질양쥐돔
빗질양쥐돔(Acanthurus lineatus)은 농어목 양쥐돔과에 속하는 어류이다. 몸 길이는 30cm로 중 소형 어류에 속한다.

## 특징과 먹이
눈은 머리와 등쪽에 위치하며 입은 매우 작다. 등지느러미는 가슴지느러미의 약간 뒤쪽에 시작하고 배지느러미는 가슴지느러미보다 길며 항문을 지나 뒷지느러미의 기저를 약간 지난다. 꼬리 지느러미의 상하 양끝은 길게 연장되어 있으며 몸은 전체적으로 암갈색 바탕이다. 백색과 암갈색의 가는 세로띠가 있고 입과 가슴지느러미를 경계로 위쪽에 나있다. 배쪽은 담갈색을 띄며 무늬가 없다. 배지느러미를 제외한 모든 지느러미는 암갈색이며 배지느러미의 바깥쪽은 가는 띠가 있다. 꼬리 자루에는 7개의 백색과 흑갈색의 가로띠가 있으며 꼬리지느러미의 중앙부에 백색의 가는 띠가 있다. 아름다운 몸이 있어 관상어로도 인기가 높은 어종이기도 하다. 먹이는 잡식성으로 해조류, 이끼류외에 작은 갑각류와 요각류를 잡아먹는다.

## 서식지
주된 서식지는 인도양과 태평양으로 대한민국 남부, 일본 남부, 대만, 필리핀, 동중국해에 주로 서식한다. 산호초가 많은 연안에 주로 서식하며 수심 0~50m의 표해수층에 서식하고 적정수온은 25~32°가 된다.